# إسحاق إتش. ماينارد
إسحاق إتش. ماينارد هو قاضي ومحامي وسياسي أمريكي، ولد في 9 أبريل 1838، وتوفي في 12 يونيو 1896. انتخب عضو جمعية ولاية نيويورك ‏.